# Linnaemya conducens
Linnaemya conducens är en tvåvingeart som beskrevs av Villeneuve 1941. Linnaemya conducens ingår i släktet Linnaemya och familjen parasitflugor.
Artens utbredningsområde är Zimbabwe. Inga underarter finns listade i Catalogue of Life.